# ويل كاروثرز
ويل كاروثرز (بالإنجليزية: Will Carruthers)‏ هو عازف قيثارة بريطاني، ولد في 9 نوفمبر 1967.

## وصلات خارجية
- ويل كاروثرز على موقع ميوزك برينز (الإنجليزية)
- ويل كاروثرز على موقع ديسكوغز (الإنجليزية)